# Alexis Rolín
Germán Alexis Rolín Fernández (Montevideo, 7 febbraio 1989) è un calciatore uruguaiano, difensore del Terremoto.

## Caratteristiche tecniche
Molto forte fisicamente; eccelle soprattutto nel gioco aereo ed è anche molto rapido e veloce. In patria è stato paragonato più volte a Thiago Silva.

## Carriera

### Gli inizi

#### Club
La sua carriera da calciatore inizia nel 1997 quando viene acquistato dal Danubio per militare nelle varie divisioni giovanili del club bianconero.

#### Nacional
Dopo due stagioni viene acquistato dal Nacional di Montevideo dove, in dodici anni, milita nelle squadre giovanili. Debutta in prima squadra il 16 gennaio 2011 durante la finale della Coppa Bimbo, vinta dal club di Montevideo, contro il Libertad. L'8 maggio debutta per la prima volta in Primera División durante il superclásico contro il Peñarol dove rimedia anche la sua prima ammonizione in carriera. Conclude la sua prima stagione tra i professionisti con 4 presenze all'attivo.
La stagione successiva ottiene un posto in prima squadra da titolare. Mette a segno la sua prima rete in carriera il 26 febbraio 2012 contro il Defensor, evitando così la sconfitta della propria squadra.

#### Catania
Il 22 agosto 2012 viene acquistato dalla società italiana del Catania, per una cifra di poco inferiore ai 3,5 milioni di euro.
Il 28 ottobre 2012 debutta da titolare in campionato nella partita persa 0-1 contro la Juventus dove rimedia anche la prima ammonizione in Serie A al 19'.

#### Boca Juniors
Il 17 gennaio 2015 si trasferisce in prestito per 18 mesi al Boca Juniors, con diritto di riscatto a favore degli xeneizes.

## Statistiche

### Presenze e reti nei club
Statistiche aggiornate al 25 giugno 2015.
| Stagione        | Squadra         | Campionato      | Campionato | Campionato | Coppe nazionali | Coppe nazionali | Coppe nazionali | Coppe continentali | Coppe continentali | Coppe continentali | Altre coppe | Altre coppe | Altre coppe | Totale | Totale |
| Stagione        | Squadra         | Comp            | Pres       | Reti       | Comp            | Pres            | Reti            | Comp               | Pres               | Reti               | Comp        | Pres        | Reti        | Pres   | Reti   |
| --------------- | --------------- | --------------- | ---------- | ---------- | --------------- | --------------- | --------------- | ------------------ | ------------------ | ------------------ | ----------- | ----------- | ----------- | ------ | ------ |
| 2011            | Nacional        | PD              | 4          | 0          | -               | -               | -               | CL                 | 2                  | 0                  | -           | -           | -           | 6      | 0      |
| 2012            | Nacional        | PD              | 28         | 3          | -               | -               | -               | CL                 | 6                  | 1                  | -           | -           | -           | 34     | 4      |
| Totale Nacional | Totale Nacional | Totale Nacional | 30         | 3          | -               | -               | -               |                    | 8                  | 1                  | -           | -           | -           | 38     | 4      |
| 2012-2013       | Catania         | A               | 11         | 0          | CI              | 2               | 0               | -                  | -                  | -                  | -           | -           | -           | 13     | 0      |
| 2013-2014       | Catania         | A               | 25         | 0          | CI              | -               | -               | -                  | -                  | -                  | -           | -           | -           | 25     | 0      |
| 2014-gen.2015   | Catania         | B               | 4          | 0          | CI              | -               | -               | -                  | -                  | -                  | -           | -           | -           | 4      | 0      |
| Totale Catania  | Totale Catania  | Totale Catania  | 40         | 0          |                 | 2               | 0               |                    | -                  | -                  |             | -           | -           | 42     | 0      |
| 2015            | Boca Juniors    | PD              | 7          | 0          | -               | -               | -               | CL                 | -                  | -                  | -           | -           | -           | 7      | 0      |
| Totale Carriera | Totale Carriera | Totale Carriera | 79         | 3          |                 | 2               | 0               |                    | 8                  | 1                  |             | -           | -           | 87     | 4      |

## Palmarès

### Club
- Campionato uruguaiano: 1

Nacional: 2010-2011
- Coppa Bimbo: 1

Nacional: 2011
- Campionato argentino: 1

Boca Juniors: 2015